# Mangroverák
A mangroverák (Goniopsis cruentata) egy Pierre André Latreille által 1802-ben leírt Malacostraca faj. A rákfaj a Grapsidae családba és a mangroverákfélék (Goniopsis) nemébe tartozik.

## Előfordulása
Nevéhez kötődően a mangroveerdők, mangrovepartok vizében él.

## Megjelenése
A mangroverákok 6-10 centiméter hosszúságúak. Páncéljuk színe narancssárga, vagy halványpiros árnyalatú. Ollóinak vastagsága megegyezik a járólábaiéval.

## Életmódja
A rákok mangrovefák, és mangrovepálmák lehullott leveleit fogyasztják.
Dagálykor a földbe fúrják magukat, üregeik megváltoztatják a mangroveerdők domborzatát, és elősegítik az üledék levegőztetését.
A mangroverákok a ragadozókkal szemben védekező mechanizmusként képesek fára mászni.

## Ökológia
A mangroverákok lárvái jelentik a fő táplálékforrást a szomszédos vizekben élő fiatal halak számára. A kifejlett rákok a mangrovepartok veszélyeztetett madárfajainak és a gémliléknek a tápláléka . Ezenkívül ürülékük egy koprofág tápláléklánc alapját képezheti, amely hozzájárul a mangrovefák másodlagos termeléséhez. Ezek miatt bebizonyosodott, hogy ökológiailag sok szempontból jelentősek.
A rákok eltávolítása egy területről a szulfidok és az ammónium koncentrációjának jelentős növekedését okozza, ami hatással van a növényzet termékenységére és szaporodási teljesítményére, alátámasztva azt a hipotézist, hogy a mangroverákok kulcsfontosságú fajok a természetben.

## Fordítás
- Ez a szócikk részben vagy egészben  a   Goniopsis cruentata című angol Wikipédia-szócikk fordításán alapul.  Az eredeti cikk szerkesztőit annak laptörténete sorolja fel. Ez a jelzés csupán a megfogalmazás eredetét és a szerzői jogokat jelzi, nem szolgál a cikkben szereplő információk forrásmegjelöléseként.